# Municipio de Ivy (Kansas)
El municipio de Ivy (en inglés: Ivy Township) es un municipio ubicado en el condado de Lyon en el estado estadounidense de Kansas. En el año 2010 tenía una población de 261 habitantes y una densidad poblacional de 2,97 personas por km².

## Geografía
El municipio de Ivy se encuentra ubicado en las coordenadas 38°38′31″N 96°4′46″O / 38.64194, -96.07944. Según la Oficina del Censo de los Estados Unidos, el municipio tiene una superficie total de 88.02 km², de la cual 87,46 km² corresponden a tierra firme y (0,63 %) 0,56 km² es agua.

## Demografía
Según el censo de 2010, había 261 personas residiendo en el municipio de Ivy. La densidad de población era de 2,97 hab./km². De los 261 habitantes, el municipio de Ivy estaba compuesto por el 95,4 % blancos, el 0,77 % eran amerindios, el 0,38 % eran isleños del Pacífico, el 0,38 % eran de otras razas y el 3,07 % eran de una mezcla de razas. Del total de la población el 4,21 % eran hispanos o latinos de cualquier raza.